# Jean-Paul Filhoud-Lavergne
Jean-Paul Filhoud-Lavergne, né le 8 juillet 1889 à Abjat (Dordogne) et décédé le 10 mai 1945 à Abjat, est un homme politique français.

## Biographie
Fils d'un médecin, il est mobilisé lors de la Première Guerre mondiale. Blessé, il reçoit la Croix de guerre. 
Exploitant agricole, il est maire d'Abjat et conseiller général du canton de Nontron en 1919. Il est député de la Dordogne de 1928 à 1932, inscrit au groupe des Républicains de gauche.

## Sources bibliographiques
- « Jean-Paul Filhoud-Lavergne », dans le Dictionnaire des parlementaires français (1889-1940), sous la direction de Jean Jolly, PUF, 1960 [détail de l’édition]
- Sylvie Guillaume et Bernard Lachaise (Université Bordeaux-Montaigne. Centre aquitain de recherches en histoire contemporaine), Dictionnaire des parlementaires d'Aquitaine sous la Troisième République, Talence, Presses Universitaires de Bordeaux, 1998, br, couv. ill.; 624, 24 cm (ISBN 2-86781-231-3 et 9782867812316, OCLC 468077217, BNF 37035405, SUDOC 045199868, présentation en ligne, lire en ligne), p. 70 et 71